# Miss Curaçao

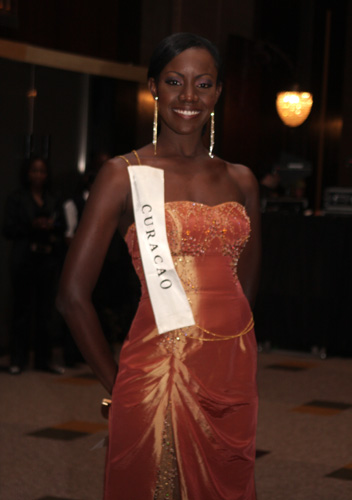
Miss Curaçao 2008 Norayla Francisco pendant Miss World 2008.

Miss Curaçao  est un concours de beauté annuel tenu à Curaçao.
Différentes jeunes femmes peuvent être représentantes de Curaçao aux concours de Miss Univers, Miss Monde, Miss Terre et Miss international.

## Miss Curaçao
| Année     | Nom                                | Titre                         |
| --------- | ---------------------------------- | ----------------------------- |
| 1962–1963 | Peggy Van Riet                     | Miss Curaçao                  |
| 1963–1964 | Philomena Zielinski                | Miss Curaçao                  |
| 1964–1965 | Iris de Windt                      | Miss Curaçao                  |
| 1965–1966 | Ninfa Palm                         | Miss Curaçao                  |
| 1966–1967 | Elizabeth Sánchez                  | Miss Curaçao                  |
| 1967–1968 | Imelda Thodé                       | Miss Curaçao                  |
| 1968–1969 | Anne Marie Braafheid               | Miss Curaçao                  |
| 1969–1970 | Yvonne Wardekker                   | Miss Curaçao                  |
| 1970–1971 | Nilva Maduro                       | Miss Curaçao                  |
| 1971–1972 | Maria Vonhogen                     | Miss Curaçao                  |
| 1972–1973 | Ingrid Prade                       | Miss Curaçao                  |
| 1973–1974 | Ingeborg Zielinski                 | Miss Curaçao                  |
| 1974–1975 | Catherine de Jongh                 | Miss Curaçao                  |
| 1975–1976 | Jamine Fraites                     | Miss Curaçao                  |
| 1976–1977 | Anneke Dijkhuizen                  | Miss Curaçao                  |
| 1977–1978 | Regine Tromp                       | Miss Curaçao                  |
| 1978–1980 | Solange de Castro                  | Miss Curaçao                  |
| 1980–1981 | Hassana Hammoud                    | Miss Curaçao                  |
| 1981–1982 | Maria Maxima Croes                 | Miss Curaçao                  |
| 1982–1983 | Minerva Hieroms                    | Miss Curaçao                  |
| 1983–1984 | Maybeline Snel                     | Miss Curaçao                  |
| 1984–1985 | Susanne Verbrugge                  | Miss Curaçao                  |
| 1985–1986 | Sheida Wever                       | Miss Curaçao                  |
| 1986–1988 | Christine Sibilo                   | Miss Curaçao                  |
| 1988–1989 | Anushka Cova                       | Miss Curaçao                  |
| 1989–1990 | Anna Maria Mosteiro de Windt       | Miss Curaçao                  |
| 1990–1991 | Jacqueline Nelleke Josien Krijger  | Miss Curaçao                  |
| 1991–1992 | Mijanou de Paula                   | Miss Curaçao                  |
| 1992–1993 | Elsa Roozendal                     | Miss Curaçao                  |
| 1993–1994 | Jasmin Clifton                     | Miss Curaçao                  |
| 1994–1995 | Maruschka Jansen                   | Miss Curaçao                  |
| 1995–1996 | Vanessa Dorinda Mambi              | Miss Curaçao                  |
| 1996–1997 | Verna Angela Maria Vasquez         | Miss Universe Curaçao         |
| 1997–1998 | Natacha Tamara Bloem               | Miss Universe Curaçao         |
| 1998–1999 | Jouraine Gregoria Ricardo          | Miss Universe Curaçao         |
| 1999–2000 | Jozaine Marianella Wall            | Miss Universe Curaçao         |
| 2000–2002 | Fatima Maria Sint Jago             | Miss Universe Curaçao         |
| 2002–2003 | Ayanette Mary-Ann Ileana Statia    | Miss Universe Curaçao         |
| 2003–2005 | Vanessa Maria Van Arendonk         | Miss Universe Curaçao         |
| 2005–2007 | Rychacviana Coffie                 | Miss Universe Curaçao         |
| 2007–2008 | Naemi Elizabeth Monte              | Miss Universe Curaçao         |
| 2007–2008 | Lisaika Everitz                    | Miss World Curaçao            |
| 2008–2009 | Jenyfeer Natividad Mercelina       | Miss Universe Curaçao         |
| 2008–2009 | Norayla María Francisco            | Miss World Curaçao            |
| 2008–2009 | Anaïse Mogen                       | Miss Intercontinental Curaçao |
| 2009–2010 | Ashanta Mafalda Macauly (resigned) | Miss Universe Curaçao         |
| 2009–2010 | Angenie Anamaria Simon             | Miss Universe Curaçao         |
| 2010–2011 | Safira de Wit                      | Miss Universe Curaçao         |
| 2011–2012 | Monifa Jansen (replaced)           | Miss Universe Curaçao         |
| 2011–2012 | Evalina van Putten                 | Miss Universe Curaçao         |
| 2012–2013 | Monifa Jansen                      |                               |
| 2021-2022 | Shariengela Cijntje                | Miss Universe Curaçao         |
| 2022-2023 | Gabriëla dos Santos                | Miss Universe Curaçao         |
| 2023-2024 | Kim Rossen                         | Miss Universe Curaçao         |
| 2024-2025 | Kimberly de Boer                   | Miss Universe Curaçao         |

## Miss Univers
| Année | Nom                               | Classement   | Prix       |
| ----- | --------------------------------- | ------------ | ---------- |
| 1963  | Philomena Zielinski               |              |            |
| 1964  | Iris de Windt                     |              |            |
| 1965  | Ninfa Palm                        |              |            |
| 1966  | Elizabeth Sánchez                 |              | Miss Amity |
| 1967  | Imelda Thodé                      |              |            |
| 1968  | Annemarie Braafheid               | 1re dauphine |            |
| 1969  | Yvonne Wardekker                  |              |            |
| 1970  | Nilva Maduro                      |              |            |
| 1971  | Maria Vonhogen                    |              |            |
| 1972  | Ingrid Prade                      |              |            |
| 1973  | Ingeborg Zielinski                |              |            |
| 1974  | Catherine de Jongh                |              |            |
| 1975  | Jamine Fraites                    |              |            |
| 1976  | Anneke Dijkhuizen                 | Top 12       |            |
| 1977  | Regine Tromp                      |              |            |
| 1978  | Solange de Castro                 |              |            |
| 1979  | No participation                  |              |            |
| 1980  | Hassana Samoud                    |              |            |
| 1981  | Maria Maxima Croes                |              |            |
| 1982  | Minerva Hierons                   |              |            |
| 1983  | Maybeline Snel                    |              |            |
| 1984  | Susanne Verbrugge                 |              |            |
| 1985  | Sheida Wever                      |              |            |
| 1986  | Christine Sibilo                  |              |            |
| 1987  | Viennaline Arvelo                 |              |            |
| 1988  | No participation                  |              |            |
| 1989  | Anna Mosteiro                     |              |            |
| 1990  | No participation                  |              |            |
| 1991  | Jacqueline Nelleke Josien Krijger | Top 10       |            |
| 1992  | Mijanou de Paula                  |              |            |
| 1993  | Elsa Roozendal                    |              |            |
| 1994  | Jasmin Clifton                    |              |            |
| 1995  | Maruschka Jansen                  |              |            |
| 1996  | Vanessa Dorinda Mambi             |              |            |
| 1997  | Verna Angela Maria Vasquez        | Top 6        |            |
| 1998  | Natacha Tamara Bloem              |              |            |
| 1999  | Jouraine Gregoria Ricardo         |              |            |
| 2000  | No participation                  |              |            |
| 2001  | Maria Fatima Sint Jago            |              |            |
| 2002  | Ayanette Mary-Ann Ileana Statia   |              |            |
| 2003  | Vanessa Maria Van Arendonk        |              |            |
| 2004  | Angeline Fernandine Da Silva Goes |              |            |
| 2005  | Rychacviana Coffie                |              |            |
| 2006  | No participation                  |              |            |
| 2007  | Naemi Elizabeth Monte             |              |            |
| 2008  | Jenyfeer Natividad Mercelina      |              |            |
| 2009  | Angenie Anamaria Simon            |              |            |
| 2010  | Safira de Wit                     |              |            |
| 2011  | Evalina Van Putten                |              |            |
| 2012  | Monifa Jansen                     |              |            |
| 2013  | Eline de Pool                     |              |            |
| 2014  | Laurien Angelista                 |              |            |
| 2015  | Kanisha Sluis                     | Top 10       |            |
| 2016  | Chanelle de Lau                   |              |            |
| 2017  | Nashaira Balentien                |              |            |
| 2018  | Akisha Albert                     | Top 10       |            |
| 2020  | Chantal Wiertz                    | Top 20       |            |
| 2021  | Shariengela Cijntje               |              |            |
| 2022  | Gabriëla dos Santos               | Top 5        |            |
| 2023  | Kim Rossen                        |              |            |
| 2024  | Kimberly de Boer                  |              |            |

Lors de la cérémonie de Miss Univers 2020, la Miss Curaçao Chantal Wiertz fut la première participante autiste de l'histoire de cet événement.

## Miss Monde
| Année | Nom                               | Classement | Prix                      |
| ----- | --------------------------------- | ---------- | ------------------------- |
| 1975  | Elvira Bakker                     |            |                           |
| 1976  | Viveca Marchena                   |            |                           |
| 1977  | Xiomara Winklaar                  |            |                           |
| 1978  | Silvana Trinidad                  |            |                           |
| 1979  | No participation                  |            |                           |
| 1980  | Soraida de Windt                  |            |                           |
| 1981  | Mylene Gerard                     |            |                           |
| 1982  | Vendetta Roozendal                |            |                           |
| 1983  | Yvette Domacasse                  |            |                           |
| 1984  | Ivette Atacho                     |            |                           |
| 1985  | Lidushka Curiel                   |            |                           |
| 1986  | No participation                  |            |                           |
| 1987  | Diana Fraai                       |            |                           |
| 1988  | Anushka Cova                      |            |                           |
| 1989  | Supharmy Sadjie                   |            |                           |
| 1990  | Jacqueline Nelleke Josien Krijger |            |                           |
| 1991  | Nashaira Desbarida                |            |                           |
| 1992  | Christina Bakhuis                 |            |                           |
| 1993  | Sally Daflaar                     |            |                           |
| 1994  | Marisa Bos                        |            |                           |
| 1995  | Danique Regales                   |            |                           |
| 1996  | Yandra Faulborn                   |            |                           |
| 1997  | No participation                  |            |                           |
| 1998  | Jearmeane Colastica               |            |                           |
| 1999  | No participation                  |            |                           |
| 2000  | Jozaine Marianella Wall           |            | Caribbean Queen of Beauty |
| 2001  | No participation                  |            |                           |
| 2002  | Ayanette Mary-Ann Ileana Statia   | Top 20     |                           |
| 2003  | Angeline Fernandine Da Silva Goes |            |                           |
| 2004  | Sue-Ann Stephanie Hudson          |            |                           |
| 2005  | No participation                  |            |                           |
| 2006  | Fyrena Judica Hannah Martha       |            |                           |
| 2007  | Mckeyla Antoinette Richards       |            |                           |
| 2008  | Norayla María Francisco           |            |                           |
| 2009  | Chantalle Thomassen               |            |                           |
| 2010  | Angenie Anamaria Simon            |            |                           |
| 2011  | Monifa Jansen                     |            |                           |
| 2014  | Gayle Sulvaran                    |            |                           |

## Miss Terre
| Année | Nom                         | Classement | Prix | Notes    |
| ----- | --------------------------- | ---------- | ---- | -------- |
| 2006  | Kristal Rose Sprock         |            |      |          |
| 2007  | Fyrena Judica Hannah Martha |            |      | Withdrew |
| 2008  | No participation            |            |      |          |
| 2009  | Amada Beatrix Hernandez     |            |      | Withdrew |
| 2010  | Norayla María Francisco     |            |      |          |
| 2011  | Miluska Willems             |            |      |          |
| 2014  | Akisha Albert               |            |      |          |

## Miss International
| Année        | Nom                           | Classement   | Prix            |
| ------------ | ----------------------------- | ------------ | --------------- |
| 1971         | Imelda Thode                  |              | Miss Friendship |
| 1972–1996    | No participation              |              |                 |
| 1997         | Jadira Suleika Bislick        |              |                 |
| 1998         | Santa Indris Tokaay           |              |                 |
| 1999         | Pamela Winkel                 | Top 15       |                 |
| 2000         | Roselle Augusta               |              |                 |
| 2001         | Vanessa Maria Van Arendonk    |              |                 |
| 2002         | Luz Thonysha De Souza Pereira |              |                 |
| 2003–Present | No participation              |              |                 |
| 2017         | Chanelle de Lau               | 1re dauphine |                 |

## Miss Tourism Queen International
| Année | Nom                      | Classement    | Prix                                                           |
| ----- | ------------------------ | ------------- | -------------------------------------------------------------- |
| 2007  | Shadee Braun             | 5th runner-up | Miss Talent 2nd runner-up Miss Bikini 2nd runner-up Miss Disco |
| 2008  | Tihaisa Marisela de Palm |               | 1st runner-up Miss Disco                                       |
| 2011  | Germone de Lima          |               |                                                                |

## Liens
- Miss Curaçao Official
- Pageantopolis
- Curaçao Beauty Organization
- Miss Universe
- Miss Earth